# 四年式十五糎榴弾砲
四年式十五糎榴弾砲（よねんしきじゅうごせんちりゅうだんほう）は、大日本帝国陸軍が大正4年（1915年）に制式制定した榴弾砲。

## 概要
三八式十五糎榴弾砲は馬で牽引するには重過ぎ、またトレーラーとしての長さも過大で、機動性には大きい制限を受けていた。このため、野砲と同じ6馬輓曳で運動できるように、砲車を砲身車と砲架車の二つに分割できる新型十五榴が緒方勝一中佐（当時）により構想され、三八式十五糎榴弾砲がまだ制式制定されない明治41年（1908年）4月30日付の陸普第2223号に基づき、早くも開発が始められた。
試製砲は明治44年（1911年）に完成した。大正3年（1914年）には審査を兼ねて青島攻略戦に投入されたとも言われる。性能は概ね良好と認められ、大正4年（1915年）3月には四年式十五珊榴弾砲として制式制定され、昭和に入って四年式十五糎榴弾砲と改称された。
閉鎖機は垂直鎖栓式であるが、通常と異なり鎖栓部を上方に引き上げて開放するという変わった形式で、形状も独特である。装薬可変式の分離薬筒。装薬は二号方形薬で、緩・中・急の3種類があり、それぞれに一～五号までの装薬号が設けられている。
移動は砲身車と砲架車に分割して6馬輓曳。移動状態から結合して放列布置までには約10分、放列砲車から分解して移動撤収に移るまでには約12分を要した。

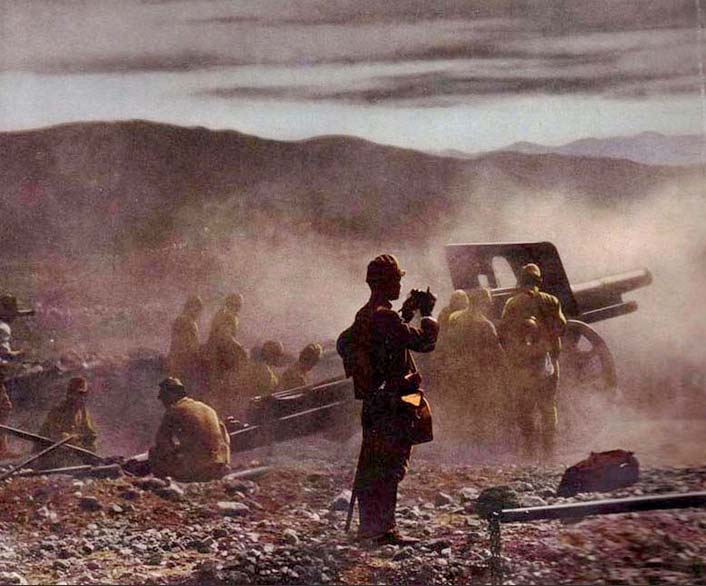
A Type 4 15-cm-howitzer, China 1937

採用以降、陸軍は野戦重砲兵の主火器として本砲を整備し、大阪砲兵工廠で280門が生産された。大正7年（1918年）に野戦重砲兵連隊が独立編制になる頃から三八式十五糎榴弾砲との置換えが始まった。しかし、第一次世界大戦前に計画され、三八式十五糎榴弾砲の機動性向上を第一目的としていた以上無理もないことではあるが、第一次世界大戦中の砲兵戦術の急速な進歩により、配備当初から戦力価値の低い旧式砲となっていた。特に射程が短いことは不評であり、後に装薬量を限界にまで増加し8,800～8,900mまで射程を延伸したが、なお10,000mに満たず極めて不満の残る結果となってしまっていた。
本砲の射程不足を解消する試みは大正14年（1925年）に開始されたが、薬室を増積した試製砲は実用に耐えず、もう一つの改善すべき点であった、結合時に砲身車と砲架車の車軸が前後左右とも多少高低差があってもスムーズに作業できるようにすることに改修を絞り、砲身・砲架・揺架を改修した改造四年式十五糎榴弾砲が昭和5年（1930年）に完成した。
しかし、改造四年式十五糎榴弾砲は実用性は増したとはいうものの射程の短いのはそのままであり、作業の許容性を増しただけ抗堪性は悪化した。その後、さらに作業性を増すため、昭和8年（1933年）、9年（1934年）、11年（1936年）と逐次改修が加えられたが、その度に抗堪性は低下していった。
本砲は昭和7年（1932年）の第一次上海事変を皮切りに実戦投入された。昭和13年（1938年）には新型の九六式十五糎榴弾砲が制式採用され、4式は旧式化したが、貴重な重砲として第二次世界大戦の終結まで運用され続けた。
昭和8年（1933年）の臨時装甲列車の主砲として搭載された。